# La Devesa (Sant Joan les Fonts)
La Devesa és una obra de Sant Joan les Fonts (Garrotxa) inclosa a l'Inventari del Patrimoni Arquitectònic de Catalunya.

## Descripció
És un gran casal de planta rectangular i teulat a dues aigües, amb els vessants vers les façanes laterals. Va ser bastit amb pedra menuda del país, alternant amb carreus ben tallats per fer els cantoners i emmarcar les obertures. Disposa de baixos (amb petites obertures per la ventilació dels animals), pis habitatge (amb accés directe per la façana de migdia, lloc on hi ha l'era. Per la façana de tramuntana disposa d'una eixida porxada) i pis superior (antigament utilitzat com a graner i magatzem). Envolten la casa diverses construccions modernes destinades a la cria de bestiar. A la façana de tramuntana s'observa un carreu amb la següent inscripció: "M E F E C I T J O S E P D A V E S A A N Y 1 8 4 4".

## Història
La data de 1844 sens dubte es refereix a una ampliació del mas, ja que Francesc Caula esmenta el mas Devesa entre els masos tributaris del pla de Begudà (Pag. 73) però no n'ofereix dades històriques.